# Ганжи (Новосанжарский район)
Ганжи (укр. Ганжі) — село,
Кунцевский сельский совет,
Новосанжарский район,
Полтавская область,
Украина.
Код КОАТУУ — 5323482204. Население по переписи 2001 года составляло 42 человека.

## Географическое положение
Село Ганжи находится на правом берегу реки Ворскла,
выше по течению на расстоянии в 2 км расположено село Старые Санжары,
ниже по течению на расстоянии в 0,5 км расположено село Кунцево,
на противоположном берегу — село Баловка.
Река в этом месте извилистая, образует лиманы, старицы и заболоченные озёра.
Рядом проходит автомобильная дорога М-22 (E 577).